# Émile Masson junior
Pour les articles homonymes, voir Émile Masson et Masson.
Émile Masson , né le 1er septembre 1915 à Hollogne-aux-Pierres et mort le 2 janvier 2011 à Liège, est un coureur cycliste belge, professionnel de 1935 à 1939 et de 1945 à 1951.
Au cours de sa carrière il a notamment remporté Paris-Roubaix en 1939 et la Flèche wallonne en 1938. Il est le fils d'un autre coureur cycliste, Émile Masson senior (1888-1973).

## Biographie
Émile Masson junior devient coureur cycliste professionnel en 1935. Il le reste jusqu'en 1951, excepté entre les années 1940 et 1944. Avant le déclenchement de la Seconde Guerre mondiale, il remporte deux grandes courses :  la Flèche wallonne 1938 et Paris-Roubaix 1939.
Pendant la guerre, Masson a passé quatre années comme prisonnier de guerre en Allemagne. En 1943, il participe au soulèvement du ghetto de Varsovie[réf. nécessaire].
En 1946, Émile Masson s'adjuge pour la première fois le championnat de Belgique sur route devant Briek Schotte. Quelques semaines plus tard, il remporté Bordeaux-Paris, 23 ans après son père, Émile Masson senior. Le père et le fils réalisent ce jour-là ensemble le tour d'honneur pour fêter sa victoire dans le Parc des Princes à Paris. En 1947, Masson devient Champion de Belgique pour la deuxième année consécutive.
Après avoir terminé sa carrière de cycliste, il devient journaliste sportif pour Les Sports et La Wallonie. Pendant de nombreuses années, il est président du « Pesant Club Liégeois » et il fait partie de l'organisation de Liège-Bastogne-Liège.
Il meurt à 95 ans, le 3 janvier 2011. À sa mort, il était le doyen des vainqueurs de Paris-Roubaix et de Bordeaux-Paris. Il est inhumé au cimetière de Bierset.

## Palmarès
- 1935
  - 1re étape du Tour de Belgique indépendants
  - 1re étape du Tour de Luxembourg
  - Paris-Épernay
- 1937
  - 5e étape du Tour de Belgique
- 1938
  - Flèche wallonne
  - 17e étape secteur A du Tour de France
  - Bruxelles-Hozémont
  - 4e de Paris-Roubaix
  - 4e de Bordeaux-Paris
  - 7e du Tour des Flandres
  - 9e de Paris-Bruxelles
- 1939
  - 2e étape de Paris-Nice
  - Paris-Roubaix
  - 5e de Paris-Nice
  - 8e de Bordeaux-Paris
- 1946
  -  Champion de Belgique sur route
  - Bordeaux-Paris
  - 4e de la Flèche wallonne
- 1947
  -  Champion de Belgique sur route
  - 3e d'À travers la Belgique
  - 6e de la Flèche wallonne
- 1949
  - Liège-Saint-Hubert
  - 2e de Bordeaux-Paris
  - 7e de Liège-Bastogne-Liège
- 1950
  - 5e de Bordeaux-Paris
- 1951
  - 10e de Bordeaux-Paris

## Résultat sur le Tour de France
1 participation
- 1938 : 34e, vainqueur d'une étape